# Североатлантическая осцилляция

Временная зависимость колебания в период 1856—2013 годов

Североатлантическая осцилляция (англ. Atlantic multidecadal oscillation, AMO) — непостоянство климата на севере Атлантического океана, что проявляется прежде всего в изменении температуры морской поверхности. Явление было впервые описано в 2001 году Голденбергом и сотрудниками. Хотя существуют исторические свидетельства существования этого колебания в течение длительного времени, точных исторических данных о его амплитуде и связи с температурами поверхности в тропических районах океана не хватает.